# Communauté de communes Senlis Sud Oise
La communauté de communes Senlis Sud Oise (CCSSO) est une communauté de communes française, située dans le département de l'Oise, créée en 2017 à la suite de la fusion de deux anciennes intercommunalités.

## Historique
Dans le cadre des dispositions de la loi portant nouvelle organisation territoriale de la République (Loi NOTRe) du 7 août 2015, qui prévoit que les établissements publics de coopération intercommunale (EPCI) à fiscalité propre doivent avoir un minimum de 15 000 habitants, le schéma départemental de coopération intercommunale approuvé par le préfet de l'Oise le 24 mars 2016 prévoit notamment la fusion de la communauté de communes des Trois Forêts et de la communauté de communes Cœur Sud Oise,, restituant ainsi l'ancienne communauté de communes du Pays de Senlis — à l'exception d'Orry-la-Ville, désormais membre de la communauté de communes de l'Aire Cantilienne — créée en 2000 et qui avait été dissoute par le préfet en 2009 à la suite de fortes dissensions entre les communes,.
Après consultation des conseils municipaux et communautaires concernés, la nouvelle intercommunalité est constituée au 1er janvier 2017 par un arrêté préfectoral du 14 novembre 2016 sous le nom de communauté de communes Senlis Sud Oise,.
Cette dénomination rappelle le nom des deux intercommunalités fusionnées.
En 2018/2019, des discussions s'engagent sous l'impulsion de l'État en vue de la fusion des communautés de communes de  l'aire cantilienne, des communautés de commune des pays d'Oise et d'Halatte  et de Senlis Sud Oise, malgré le refus exprimé par Patrice Marchand, maire (LR) de Gouvieux, qui estime que cette fusion rendrait applicable aux communes de la nouvelle intercommunalité les obligations de création de logements sociaux prévus par l'article 55 de la loi relative à la solidarité et au renouvellement urbains (Loi SRU), soit, selon lui, plus de 2 200 logements sociaux, répartis entre les villes aisées de Gouvieux, Coye-la-Forêt, Lamorlaye et Orry-la-Ville, et « d’un côté, il y a les communes les plus riches, qui dépensent le plus. De l’autre, le nivellement des services se réalisera fatalement par le haut et induira des charges supplémentaires pour les moins aisées ». Ce projet n'a pas abouti.
Après l'élection de Philippe Charrier comme président en 2018, la ville de Senlis annonce son intention de quitter la communauté de communes, estimant inacceptable que la commune centre ne soit représentée par aucun élu de la majorité municipale au bureau de l'intercommunalité. La situation semble s'apaiser après les élections municipales de 2020, puisque la maire de Senlis est élue première vice-présidente, et 2 conseillers municipaux de la ville sont également vice-présidents de l'intercommunalité. Néanmoins, les tensions sont loin d'être apaisée, et certaines communes rurales contestent l'orientation donnée par l'intercommunalité de privilégier la réalisation d'équipements à Senlis, notamment une piscine conçue pour permettre l'accueil d'équipes lors des jeux olympiques d'été de 2024, qu'ils jugent excessivement coûteuse.
Le 1er janvier 2019, les communes de Villers-Saint-Frambourg et d'Ognon fusionnent pour former la commune nouvelle de Villers-Saint-Frambourg-Ognon, réduisant ainsi à 17 le nombre de communes associées.

## Territoire communautaire

### Géographie
Senlis, ville centre du territoire de l'intercommunalité, constitue un pôle d'attractivité pour les autres communes dont la population est comprise entre 100
et 2 000 habitants. Selon la chambre régionale des comptes des Hauts-de-France, « l’ensemble des communes de l’intercommunalité présentent néanmoins des
caractéristiques similaires en termes de niveau de vie ou de niveau d’activité, même si la ville de Senlis présente des indicateurs légèrement moins favorables que les autres collectivités
concernant les revenus par habitant.».

### Composition
En 2021, la communauté de communes est composée des 17 communes suivantes :

| Nom                           | Code Insee | Gentilé         | Superficie (km2) | Population (dernière pop. légale) | Densité (hab./km2) |
| ----------------------------- | ---------- | --------------- | ---------------- | --------------------------------- | ------------------ |
| Senlis (siège)                | 60612      | Senlisiens      | 24,05            | 15 238 (2022)                     | 634                |
| Aumont-en-Halatte             | 60028      | Aumontois       | 6,83             | 564 (2022)                        | 83                 |
| Barbery                       | 60045      | Barberisiens    | 7,6              | 532 (2022)                        | 70                 |
| Borest                        | 60087      |                 | 12,78            | 356 (2022)                        | 28                 |
| Brasseuse                     | 60100      | Brasseusois     | 8,3              | 114 (2022)                        | 14                 |
| Chamant                       | 60138      | Chamantais      | 12               | 1 037 (2022)                      | 86                 |
| Courteuil                     | 60170      |                 | 5,32             | 578 (2022)                        | 109                |
| Fleurines                     | 60238      | Fleurinois      | 11,95            | 1 927 (2022)                      | 161                |
| Fontaine-Chaalis              | 60241      |                 | 33,11            | 326 (2022)                        | 9,8                |
| Mont-l'Évêque                 | 60421      |                 | 14,18            | 405 (2022)                        | 29                 |
| Montépilloy                   | 60415      | Montépillusiens | 5,86             | 151 (2022)                        | 26                 |
| Montlognon                    | 60422      |                 | 5,24             | 206 (2022)                        | 39                 |
| Pontarmé                      | 60505      | Pontarméens     | 13,24            | 896 (2022)                        | 68                 |
| Raray                         | 60525      | Rarésiens       | 6,72             | 121 (2022)                        | 18                 |
| Rully                         | 60560      | Rullyotins      | 15,45            | 751 (2022)                        | 49                 |
| Thiers-sur-Thève              | 60631      | Thierois        | 6,25             | 1 086 (2022)                      | 174                |
| Villers-Saint-Frambourg-Ognon | 60682      |                 | 14,54            | 724 (2022)                        | 50                 |

### Démographie
| 1968   | 1975   | 1982   | 1990   | 1999   | 2006   | 2011   | 2016   | 2022   |
| ------ | ------ | ------ | ------ | ------ | ------ | ------ | ------ | ------ |
| 17 629 | 20 959 | 22 216 | 23 138 | 25 491 | 25 842 | 25 491 | 24 043 | 25 012 |

Le territoire communautaire regroupe une population sensiblement plus aisée que celle du département de l'Oise ou de la région des Hauts-de-France :
|                                                        | CCSSO    | Oise     | Hauts-de-France |
| Médiane du revenu disponible par unité de consommation | 27 580 € | 22 150 € | 20 110 €        |
| Taux de pauvreté                                       | 7,20 %   | 12,90 %  | 18 %            |
| Taux de chômage des 15-64 ans                          | 9,70 %   | 13,30 %  | 16,40 %         |
| ------------------------------------------------------ | -------- | -------- | --------------- |

## Organisation

### Siège
La communauté de communes a son siège à Senlis, 30 avenue Eugène-Gazeau.

### Élus
La communauté de communes est administrée par son conseil communautaire, composé pour la mandature 2020-2026, de 44 conseillers municipaux représentant chacune des  communes membre, répartis en fonction de leur population, mais de manière que la commune la plus importante n'ait pas plus de la moitié des sièges. Cette répartition est la suivante :

- 22 délégués pour Senlis ;

- 4 délégués pour Fleurines ;

- 2 délégués pour Chamant, Pontarmé et Thiers-sur-Thève ;

- 1 délégué ou son suppléant pour les autres communes.
Au terme des Élections municipales de 2020 dans l'Oise, le conseil communautaire recomposé élit son nouveau président, Guillaume Marechal, ainsi que ses 9 vice-présidents, qui sont, : 
1. Pascale Loiseleur, maire de Senlis, chargée des finances, de l'evaluation financière de la sécurité et  de la prévention de la délinquance ;
2. Philippe Charrier, maire de Chamant, chargé du contrôle des projets opérationnels, des  relations extérieures et des ressources humaines ;
3. Alain Battaglia, maire de Pontarmé (démissionnaire le 15 avril 2021 pour protester contre le budget de l'intercommunalité[19])
4. Christel Jaunet, maire d’Aumont-en-Halatte, chargée des  affaires sociales, des services à la population et aux familles ;
5. Jean-Marc De la Bedoyere, maire de Raray, chargé du tourisme et de la  promotion du territoire ;
6. François Dumoulin, maire de Courteuil, chargé de la transition climatique et énergétique ainsi que des  nouvelles mobilités ;
7. Patrick Gaudubois, conseiller municipal de Senlis, chargé du  développement économique ;
8. Véronique Ludmann, conseillère municipale de Senlis, chargée  des équipements communautaires ;
9. Jacky Melique, conseiller municipal de Fleurines, chargé  de la préservation et protection de l'environnement.

### Liste des présidents
| Période       | Période                    | Identité           | Étiquette | Qualité |
| ------------- | -------------------------- | ------------------ | --------- | --- |
| janvier 2017  | janvier 2018               | Jérôme Bascher     | LR        | Conseiller municipal d’opposition de Senlis Conseiller départemental de Senlis (2015 → ) Sénateur de l'Oise (2017 → ) Démissionnaire à la suite de son installation comme sénateur. |
| janvier 2018  | juillet 2020               | Philippe Charrier  | SE        | Maire de Chamant (2008 → ) Président de l'ex-CC 3 Forêts (2010 → 2014) |
| juillet 2020, | En cours (au 30 juin 2022) | Guillaume Maréchal |           | Maire de Fleurines (2020 → ) |

### Compétences
L'intercommunalité exerce les compétences transférées par les communes membres conformément aux dispositions du code général des collectivités territoriales, telles qu'elles ont été adoptées par le conseil communautaire du 25 septembre 2017 : 
- aménagement de l'espace communautaire : schéma de cohérence territoriale et schéma de secteur, études en matière d'aménagement de l'espace pour lesquelles cinq communes au moins ont manifesté un intérêt, Plan de déplacements urbains
- développement économique : actions de développement économique, zones d'activité, politique locale du commerce et soutien aux activités commerciales d'intérêt communautaire ; promotion du tourisme, dont la création d'offices de tourisme ;
- gestion des milieux aquatiques et prévention des inondations (GEMAPI) ;
- aires d'accueil des gens du voyage et des terrains familiaux ;
- collecte et traitement des déchets des ménages et déchets assimilés ;
- protection et mise en valeur de l'environnement, le cas échéant dans le cadre de schémas départementaux et soutien aux actions de maîtrise de la demande d'énergie ;
- politique du logement et du cadre de vie ;
- politique du logement social d'intérêt communautaire et action en faveur du logement des personnes défavorisées
- politique de la ville : élaboration du diagnostic du territoire et définition des orientations du contrat de ville ; animation et coordination des dispositifs contractuels de développement urbain, de développement local et d'insertion économique et sociale ainsi que des dispositifs locaux de prévention de la délinquance ; programmes d'actions définis dans le contrat de ville ;
- voirie ;
- équipements culturels et sportifs d'intérêt communautaire et 'équipements de l'enseignement préélémentaire et élémentaire d'intérêt communautaire ;
- action sociale d'intérêt communautaire ;
- maisons de services au public ;
- Assainissement Non Collectif (ANC) ;
- Activités sportives, culturelles et éducatives ;
- Très Haut Débit ;
- étude de programmation et de faisabilité pour la construction d'une piscine ou complexe aquatique intercommunal ;
- étude de schéma directeur d'assainissement

Lors de l'examen de la gestion 2017-2020 de la Communauté de communes, la chambre régionale des comptes des Hauts-de-France a souligné, qu'une « part très importante de ces compétences n’est, dans les faits, pas exercée directement par l’établissement. La mise en œuvre de la gestion des milieux aquatiques, du très haut débit ou du traitement des déchets est assurée par l’adhésion à des syndicats mixtes. La collecte des déchets est opérée au moyen d’un marché public. S’agissant de la promotion du tourisme, l’EPCI verse une subvention annuelle à l’office du tourisme de Chantilly-Senlis, sous statut associatif » et que la CCSSO devrait rendre plus facilement accessible les compétences qu'elle exerce, notamment en publiant sur son site internet les équipements et projets reconnus d'intérêt communautaire.
Concernant la prise de compétence en matière de mobilité afin de devenir autorité organisatrice de la mobilité, la Communauté de communes n'a pas obtenu son transfert en raison de l'absence d'un accord entre ses communes membres ce qui a entrainé un nombre insuffisant de vote censés soit représenter les deux tiers au moins des conseils municipaux qui eux-mêmes devait représenter plus de la moitié de la population, soit la moitié au moins des conseils municipaux représentant les deux tiers de la population.
La raison de cet échec de prise de compétence s'explique en partie par d'importantes réticences – essentiellement de la part de certains élus de communes rurales non limitrophes de Senlis – à voir le financement du transport urbain senlisien pris en charge par la Communauté de communes, alors que leurs administrés n’en bénéficieraient que marginalement. Cette décision a eu pour conséquence d'être en contradiction avec le projet de territoire, adopté en 2017, qui avait fait des déplacements un axe majeur de l'action publique de la communauté.

### Régime fiscal et budget
La Communauté de communes est un établissement public de coopération intercommunale à fiscalité propre.
Afin de financer l'exercice de ses compétences, l'intercommunalité percevait en 2017 la fiscalité additionnelle, puis, depuis 2018, perçoit la fiscalité professionnelle unique (FPU) – qui a succédé à la taxe professionnelle unique (TPU) – et assure une péréquation de ressources entre les communes résidentielles et celles dotées de zones d'activité.
Elle ne verse pas de dotation de solidarité communautaire (DSC) à ses communes membres. Néanmoins, la chambre régionale des comptes des Hauts-de-France relève dans son rapport de 2022 que « sur l’ensemble de la période 2017 à 2020, l’intercommunalité n’a conservé qu’un montant de 493 000 €, sur un total de 88,9 M€ de fiscalité directe prélevée par elle et ses communes membres, soit seulement 0,5 % », ce qui ne lui donnait pas les moyens de mettre en œuvre des politiques publiques propres d'une certaine importance, et ce alors que l'intercommunalité « a décidé de contribuer seule, chaque année, au fonds national de péréquation des ressources intercommunales et communales (FPIC), pour un montant total qui est passé d’1,5 M€ en 2017 à 1,69 M€ en 2020. La communauté de communes n’applique, en effet, pas la répartition de droit commun, laquelle prévoit une prise en charge proportionnelle, par l’intercommunalité et ses communes membres, des reversements à opérer. L’établissement a, ainsi, pris à sa charge environ 4,5 M€ de reversements que ses communes membres auraient pu prendre à leur compte sur la période examinée. Ce choix interpelle au regard du montant déjà élevé de fiscalité que l’intercommunalité reverse à ses communes au titre des attributions de compensation ». Néanmoins, les élus minoritaires ont décidé en 2021 de bloquer cette prise en charge par l'intercommunalité de cette contribution, obligeant ainsi Senlis a y contribuer elle-même pour 902 000 €. Les maires de 10 communes ont ainsi indiqué vouloir que « chacun paye sa part » et que « plusieurs d’entre nous n’ont eu de cesse d’alerter sur l’absence de réalisme du plan pluriannuel d’investissements (PPI), sur l’incapacité pour la communauté de communes (CCSSO) d’assumer financièrement ces nouvelles charges (...)  Nous avons pris nos responsabilités pour permettre malgré tout à la CCSSO de réaliser les projets inscrits au PPI et au budget ».
Le conseil communautaire du 14 avril 2022 a refusé à la surprise générale de voter le budget 2022 de l'intercommunalité, à la suite d'une coalition des élus de Senlis, qui le trouvaient insuffisamment ambitieux, sans aucun investissement majeur, et les communes rurales, essentiellement venant de l’ancienne communauté de communes Cœur Sud Oise qui critiquent, elles, le plan budgétaire pluriannuel jugé trop volontariste. Afin d'éviter une mise sous tutelle préfectorale de l'intercommunalité, les élus de la majorité de Senlis et ceux de  ont toutefois permis l'adoption du budget en mai 2022, après avoir obtenu l'inscription de projets aux bénéfices de la ville centre.

### Effectifs
Pour mettre en œuvre ses compétences, la CCSSO ne comptait, le 1er juillet 2021, que 22 agents, chiffre faible pour une intercommunalité de cette taille. « Comparativement à des communautés de communes de taille similaire, celle de Senlis Sud Oise est marquée par un faible niveau de dépenses de personnel, et ce alors même qu’il n’existe pas de services mutualisés dont elle pourrait tirer profit ».

## Projets et réalisations
Conformément aux dispositions légales, une communauté de communes a pour objet d'associer des « communes au sein d'un espace de solidarité, en vue de l'élaboration d'un projet commun de développement et d'aménagement de l'espace ».
En 2022, la chambre régionale des comptes des Hauts-de-France critique le projet de territoire adopté en juillet 2019, qui ne traite pas de certains des champs de compétences de la CCSSO, tels que la gestion des aires d’accueil des gens du voyage, de l’action culturelle et sportive ou de la création d’un centre aquatique, ou de manière inadaptée par rapport avec la situation actuelle de l’intercommunalité, telles que les actions envisagées en matière de transports alors que la communauté n'a pas pris de compétence en matière de mobilité, et recommande que soit élaboré un nouveau projet de territoire tenant compte des changements importants survenus dans la définition des compétences communautaires. Elle critique également le fait que la CCSSO, paralysée à l'époque par un conflit de gouvernance avec les élus de Senlis, n'a pas pu exercer dans le cadre de sa compétence obligatoire en matière de développement économique, l'accompagnement et l'encadrement de l'implantation en 2020 de l'entrepôt logistique de 50 000 m2 de la société « Amazon France Logistique »; implantée d'ailleurs au sein du parc d’activité des Portes de Senlis, qui n'a pas été transféré par la commune à l'intercommunalité, et alors que la CCSSO a financé l'aménagement d'un accès sans percevoir une part de la taxe d'aménagement perçue en totalité par la ville.
Dans sa réponse, le président Maréchal indique se  se réjouir du contenu du rapport de la chambre régionale des comptes et que l’ensemble des remarques et préconisations ont déjà été prises en compte, telles la mise en place du pacte fiscal du pacte de gouvernance, qui seront adoptés avant la fin  2022, ou le périmètre d'intervention de la communauté dans  le Quartier Ordener et la zone des Portes de Senlis.
Le projet de création d'une piscine communautaire, nécessaire en raison du vieillissement de la piscine municipale de Senlis, n'a pu aboutir bien qu'elle soit prévue dès la création de l'intercommunalité, en raison de désaccords entre les communes concernant la nature du futur équipement, qui pourrait être à vocation essentiellement sportive ou bien constituer un  centre aquatique offrant des services multiples, sa localisation, son mode d'exploitation et les capacités de l'intercommunalité de le financer,,.
La réalisation d''aires d'accueil pour les gens du voyage est une compétence obligatoire pour les intercommunalités. Les intercommunalités successives n'ont pu se mettre d'accord de 2009 à 2019 sur la localisation d'une aire de grand passage de 100 emplacements prévue par le schéma départemental d'accueil des gens du voyage. En juin 2019, le conseil communautaire a retenu la proposition faite par la ville de Senlis de l'implanter sur un terrain de son territoire, route de Fleurines, et ce malgré l’hostilité du maire de cette commune, président de la CCSSO, jugeant cet emplacement  trop proche de sa commune et « sur lequel les gens du voyage ne veulent pas aller ». Néanmoins, ce projet est contesté par la Fédération des chasseurs de l'Oise, qui estime que l'emplacement retenu se trouve sur le tracé d'un bio corridor naturel qui serait de valeur biologique nationale et internationale, s'étendant des Ardennes à l'ouest parisien par lequel cerfs, chevreuils ou sangliers peuvent circuler.